# Telstar 1
Pour les articles homonymes, voir Telstar.
Telstar 1 était un satellite de télécommunications expérimental, le premier lancé dans un cadre commercial et financé en grande partie sur fonds privés. Lancé en 1962, il a marqué un tournant dans l'histoire des communications, inaugurant l'ère des télécommunications par satellite, tout en constituant une réplique des américains au lancement de Spoutnik dans la course à l'espace, réalisant la première retransmission télévisée en direct en mondovision.
Il fut développé par la société AT&T, et était destiné à tester l'utilisation d'un satellite pour les communications à longue distance : téléphonie et télévision. Plusieurs stations terrestres de grande taille furent construites de part et d'autre de l'océan Atlantique, dont celle de Pleumeur-Bodou en France, pour réaliser ces tests. Le satellite, lancé par une fusée Thor-Delta depuis le Cap Canaveral le 10 juillet 1962, a fonctionné de manière satisfaisante jusqu'au 21 février 1963.
AT&T avait l'intention de généraliser l'expérience et de mettre en place une flotte de satellites assurant une couverture mondiale depuis l'orbite moyenne mais ce projet ne fut finalement pas réalisé.

## Contexte et histoire
A la fin des années 1950, les communications vocales - et a fortiori télévisuelles - intercontinentales et spécialement transatlantiques sont très limitées. Les communications se font essentiellement par télex et par radio. Un des premiers câble sous-marin transatlantique permettant de communiquer par réseau téléphonique (TAT-1) a été posé seulement en 1956 et ne comportait que 36 voies simultanées.
De plus à cette même époque, les Américains sont sous le coup du lancement de Spoutnik 1 par les Soviétiques en 1957 et ont besoin de marquer les esprits dans la course technologique spatiale avec les Soviétiques. Assurer une transmission télévisuelle transatlantique et en direct constituerait, à l'époque du télex, un coup d'éclat sensationnel, tout en développant un nouveau marché de télécommunication qui intéresse fortement les entreprises privées.
Fin 1950, la société AT&T, qui disposait du monopole des télécommunications aux États-Unis, décide alors de développer un réseau de télécommunications par satellite. Le projet, baptisé Telstar, devait comprendre 80  à   120 satellites de télécommunications de conception très simple placés en orbite moyenne et lancés par grappes de 12 satellites. Avec des satellites situés sur des orbites aléatoires, Bell Labs estimait qu'il suffisait de disposer de 40 satellites en orbite polaire et de 15 satellites sur une orbite équatoriale pour pouvoir établir une liaison entre deux points en couvrant 99 % de la planète. AT&T prévoyait de construire 25 stations au sol pour assurer une couverture complète. Le coût de mise en place de ce réseau fut estimé à 500 millions de dollars américains de l'époque, et devait être répercuté sur le prix des communications. Bien que celui-ci fût réglementé, AT&T avait le droit de réintégrer le coût de ses investissements en y incluant une marge. Six prototypes des futurs satellites Telstar furent construits par les laboratoires Bell pour valider les techniques utilisés. La NASA, qui disposait à l'époque du monopole des lancements, fut chargée de placer ces satellites en orbite, et d'assurer les fonctions de suivi et de télémétrie. Le coût de cette prestation fut pris en charge par AT&T.
AT&T n'a pas été en mesure de continuer le programme. D'une part, le président John Fitzgerald Kennedy, nouvellement élu, se méfiait des monopoles totalement privés et a transféré par le Communications Satellite Act de 1962 le monopole des communications par satellite à une nouvelle entité COMSAT supervisée  par le régulateur américain des télécommunications la FCC. D'autre part, la technologie évoluait rapidement, et les satellites géostationnaires ont rapidement remplacé les satellites à défilement comme Telstar, qui nécessitait de lourdes infrastructures terrestres, et plus de satellites pour le même service. C'est le service Intelsat, fondé sur des satellites géostationnaires, qui a pris la suite de Telstar, dès 1964.

## Objectifs
Les objectifs des prototypes Telstar étaient les suivants :
1. Analyser les problèmes soulevés par ce nouveau système ;
2. Démontrer le fonctionnement de la transmission par satellite multi-canaux deux voies pour la télévision, la téléphonie, les données et les facsimilés ;
3. Construire une très grande station terrestre et déterminer comment pointer son émission de manière suffisamment précise et concentrée vers le satellite ;
4. Maitriser la mesure des paramètres orbitaux et pouvoir prédire la position des satellites ;
5. Améliorer la connaissance sur les caractéristiques et l'intensité des radiations de la ceinture de Van Allen ;
6. Améliorer la conception de l'électronique pour qu'elle puisse fonctionner de manière fiable sur une longue durée dans l'espace.

## Description du système
Le système Telstar utilise un satellite actif, réceptionnant et réémettant des signaux radio, à la différence de système passifs se limitant à réfléchir des signaux radio comme le système Echo, qui avait été expérimenté juste avant Telstar, montrant la faisabilité d'émettre et recevoir des signaux via un satellite en mouvement. Cette même expérimentation avait montré qu'un satellite passif était insuffisant, et qu'il était nécessaire que le satellite regénère et amplifie les signaux reçus.
Le satellite a été envoyé sur une orbite accessible aux lanceurs de l'époque, fortement elliptique de 950 km de périgée et 5650 km d'apogée. Il est en mouvement par rapport à la Terre et il faut donc des antennes émettrices et réceptrices pouvant suivre en temps réel les mouvements du satellite, traversant le ciel en 30 min environ selon sa position sur l'orbite. De plus, la puissance d'émission du satellite étant très faible (une quinzaine de watts), l'antenne doit être de grand diamètre : sa mobilité et sa précision est un vrai défi technique.

### Le satellite

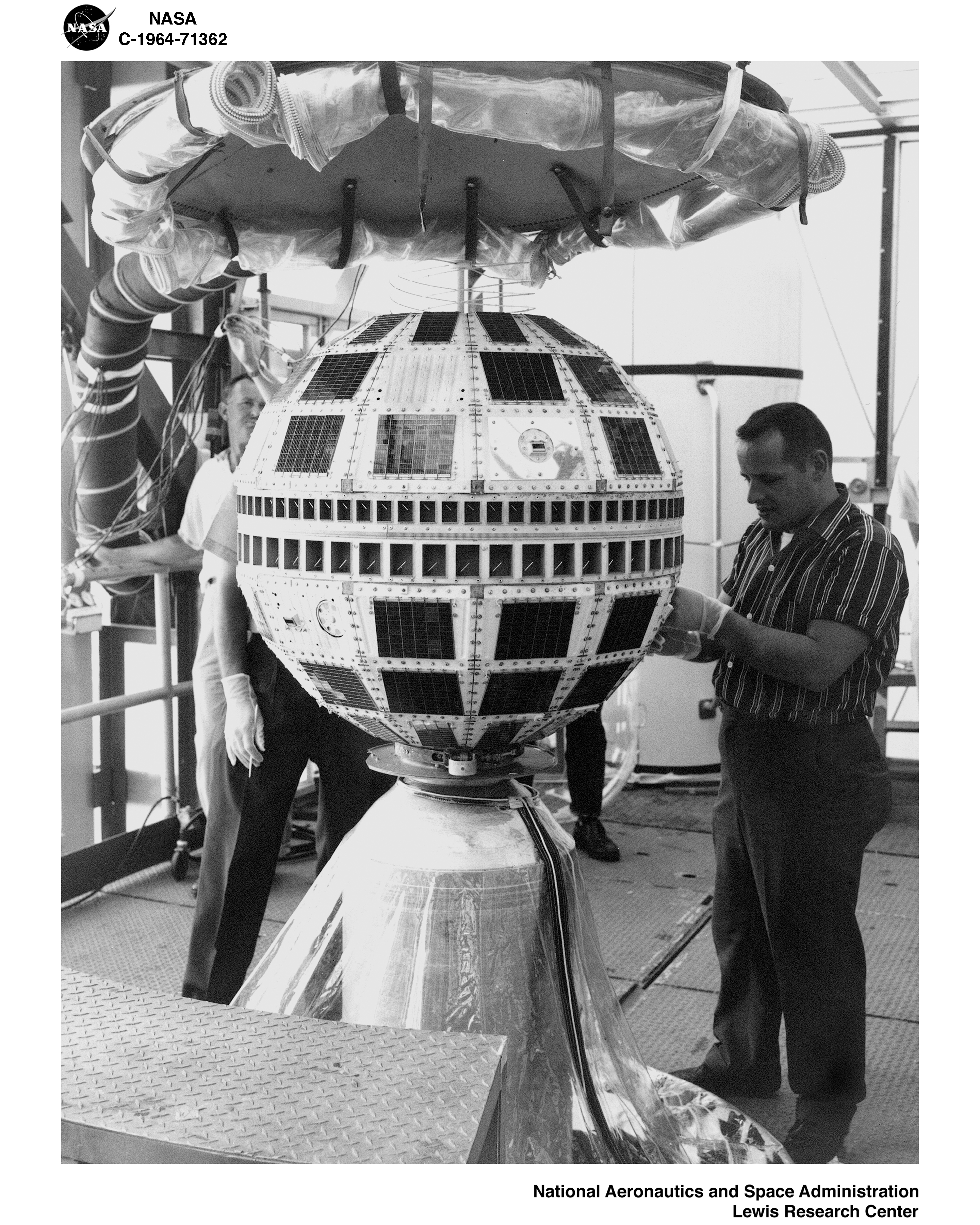
Le satellite Telstar 2 envoyé en orbite le 7 mai 1963.

Telstar est essentiellement un satellite expérimental destiné à tester un nouveau système de télécommunications mais il s'agit également d'un satellite scientifique emportant un instrument de mesure des radiations. La conception du satellite a été largement influencée par les capacités de lancement limitées de la fusée disponible ainsi que par la taille de la coiffe.
Telstar 1 est un polyèdre à 72 facettes de 88 cm de diamètre pesant 77 kg. Le satellite est spinné, c'est-à-dire mis en rotation sur son axe, pour maintenir son orientation. Telstar est recouvert en grande partie par des petites cellules solaires qui fournissent 12 W. L'énergie est stockée dans une batterie nickel-cadmium à 19 éléments d'une capacité individuelle de 6 Ah.
Le principal équipement de télécommunications est le tube à ondes progressives chargé d'amplifier les signaux reçus avant leur réémission. L'antenne réceptrice est omnidirectionnelle et constituée par 72 petites antennes cornets élémentaires situées au niveau de la ceinture équatoriale du satellite. L'antenne émettrice de même type est assurée par 48 antennes élémentaires.
Le système de télécommunications dispose de 6 voies en émission et 9 voies en réception. Le satellite émet sur 4 169,72 MHz et recevait sur 6 389,58 MHz via son encodeur PCM/FM/AM.

### Les stations terrestres

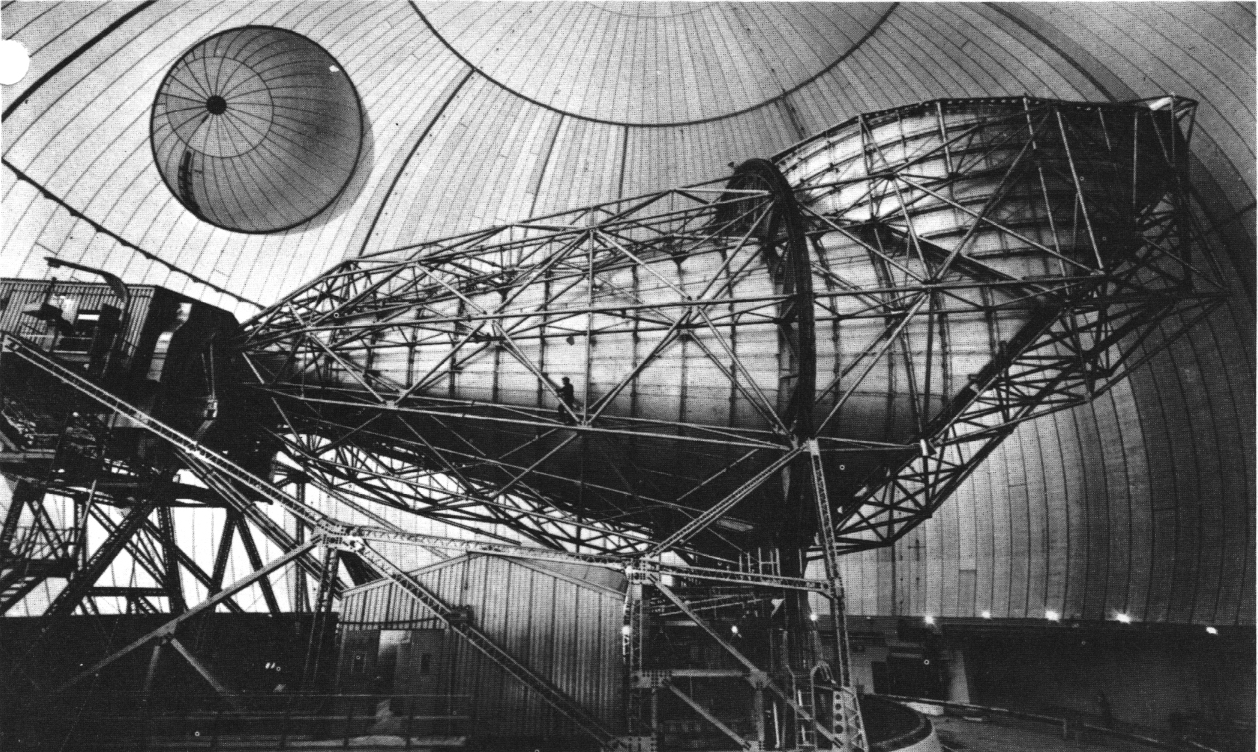
L'antenne d'Andover.

Des stations terrestres sont construites pour assurer la liaison avec les satellites. La station d'Andover, dans le Maine, est équipée d'une grande antenne en forme de corne construite en aluminium et acier, longue de 54 mètres et haute de 29 mètres, et pesant 380 tonnes. Il s'agissait d'une réplique de taille plus grande d'une antenne construite sur le site des laboratoires Bell à Holmdel, dans le New Jersey. Une station similaire à celle d'Andover est construite à Pleumeur-Bodou, en France, par le CNET, tandis que la direction des Postes anglaise construit une antenne parabolique près du site de Poldhu, en Cornouailles, où Marconi réalisa la première expérience de liaison radio transatlantique en 1901. Fin 1964, des antennes analogues avaient été également construites à Fucino, en Italie, Raisting en Allemagne et Tokyo au Japon.

## Déroulement des opérations dans l'espace
Le premier satellite Telstar, Telstar 1, est lancé par une fusée Thor-Delta depuis le Cap Canaveral le 10 juillet 1962. Le satellite est placé sur une orbite moyenne elliptique de 5 632 × 952 km (excentricité de 0,24) avec une inclinaison de 44,8°. Sur cette orbite le satellite ne pouvait établir des liaisons entre deux des stations construites en Europe et aux États-Unis que lorsqu'il survolait l'océan Atlantique soit durant 20 minutes sur les 2 heures et demie qu'il mettait à boucler une orbite.
Au cours de sa 6e orbite des liaisons téléphoniques, des programmes télés et des photographies sont réalisées entre Andover et Holmdel. Le jour suivant un programme de télévision enregistré est transmis depuis la France vers les États-Unis tandis qu'une émission de télévision en direct était transmise depuis l'Angleterre. Au cours des quatre mois suivants plus de 400 transmissions furent réalisées en passant par Telstar 1 dont 50 transmissions télé en noir et blanc ou en couleur. Trois cents tests techniques furent également effectués avec un taux de succès important. Les équipements de Telstar fonctionnèrent exactement comme prévu.
Le satellite fonctionne parfaitement jusqu'en novembre 1962, date à laquelle le contrôleur de communication embarqué commença à défaillir. Le satellite fut alors mis en route permanente pour contourner le problème jusqu'au 23 novembre 1962.
Le 23 novembre le satellite cessa de répondre aux ordres envoyés depuis le sol.
La NASA réussit à rétablir le contact avec le satellite le 20 décembre 1962, des données furent collectées par intermittence jusqu'au 21 février 1963, le satellite cessa alors définitivement toute communication pour cause de défaillance de son émetteur. Cet arrêt est dû à deux explosions nucléaires stratosphériques d'essai des États-Unis (Starfish Prime) et de l'URSS : le satellite fut touché par les radiations, ce qui occasionna la perte de ses transistors d'émission,.
D'après le registre des objets lancés dans l'espace extra-atmosphérique du Bureau des affaires spatiales des Nations unies (U.N. Registry of Space Objects Launched into Outer Space), le satellite Telstar 1 est toujours en orbite autour de la terre (juillet 2020).

## Postérité

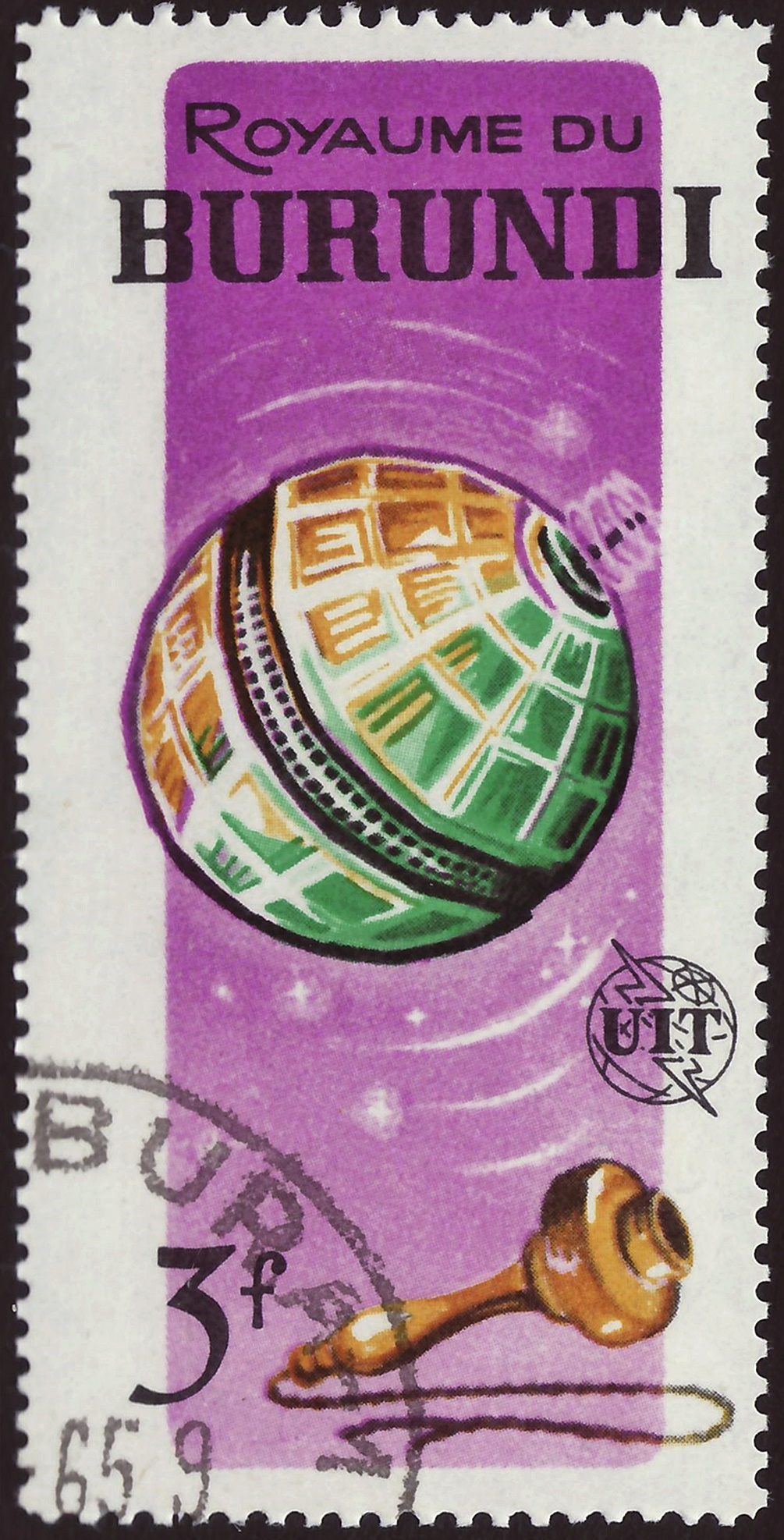
Un des nombreux timbres célébrant le satellite Telstar.

Ce satellite de communications inspira, la même année, une œuvre musicale anglaise, intitulée Telstar, composée par Joe Meek, dont la version instrumentale fut interprétée par le groupe musical britannique The Tornados (single disque 45 tours , sorti en décembre 1962). En 1963, sur cette musique originale, le parolier français Jacques Plante, écrivit le texte d'une chanson intitulée « Telstar - une étoile en plein jour », interprétée par le groupe musical Les Compagnons de la chanson et l'actrice et chanteuse française Colette Deréal.
Le satellite donnera ensuite son nom à l'Adidas Telstar, ballon de football dont les éléments noir évoquaient les panneaux solaires du satellite.